# Джошуа Рісдон
Джошуа Рісдон (англ. Joshua Risdon, нар. 27 липня 1992, Банбері) — австралійський футболіст, правий захисник клубу «Вестерн Юнайтед» і національної збірної Австралії.

## Клубна кар'єра
Народився 27 липня 1992 року в місті Банбері. Вихованець футбольної школи клубу «Перт Глорі». Дорослу футбольну кар'єру розпочав 2010 року в основній команді того ж клубу, в якій провів сім сезонів, взявши участь у 142 матчах чемпіонату. Більшість часу, проведеного у складі «Перт Глорі», був основним гравцем захисту команди.
До складу клубу «Вестерн Сідней Вондерерз» приєднався у травні 2017 року і за два сезони відіграв за команду з Сіднея 28 матчів в національному чемпіонаті.
12 лютого 2019 року Рісдон підписав дворічний контракт з новоутвореним клубом «Вестерн Юнайтед», ставши першим австралійцем в його складі.

## Виступи за збірну
17 листопада 2015 року дебютував в офіційних іграх у складі національної збірної Австралії у відбірковому матчі до чемпіонату світу 2018 року проти збірної Бангладеш (4:0). 
У складі збірної був учасником чемпіонату світу 2018 року в Росії, де зіграв у всіх трьох матчах, але його команда не вийшла з групи, а також Кубка Азії 2019 року в ОАЕ, де зіграв у одному матчі проти збірної Йорданії (0:1), а його збірна дійшла до чвертьфіналу. Цей матч став останнім для Джошуа за збірну.